# Jemappes
Jemappes är en stad i sydvästra Belgien, 5 kilometer väster om Mons.
Jemappes är känd för slaget vid Jemappes som 6 november 1792 utspelade sig strax utanför staden.